# Вестертимке
Вестертимке (нем. Westertimke) — община в Германии, в земле Нижняя Саксония.
Входит в состав района Ротенбург-на-Вюмме. Подчиняется управлению Тармштедт. Население составляет 630 человек (на 31 декабря 2010 года). Занимает площадь 12,05 км².